# 华蓟
华蓟（学名：Cirsium chinense），又名绿蓟，是菊科蓟属的植物。分布在朝鲜、印度支那半岛以及中国大陆的山东、四川、浙江、辽宁、江苏、江西、河北、内蒙古、广东等地，生长于海拔100米至1,600米的地区，见于山坡草丛中。